# Мізоцька селищна територіальна громада
Мізоцька селищна громада — територіальна громада в Україні, в Рівненському районі Рівненської области. Адміністративний центр — селище Мізоч.
Площа громади — 360,0 км², населення — 14 300 осіб (2020).

## Населені пункти
У складі громади 1 селище (Мізоч) і 25 сіл:
- Білашів
- Борщівка Друга
- Борщівка Перша
- Будераж
- Буща
- Дермань Друга
- Дермань Перша
- Залібівка
- Зелений Дуб
- Клопіт
- Мала Мощаниця
- Мізочок
- Мости
- Нова Мощаниця
- Новий Світ
- Озерко
- Півче
- Підгайне
- Святе
- Спасів
- Стара Мощаниця
- Стеблівка
- Ступно
- Суйми
- Цурків